# Бленъм (дворец)
Дворецът Бленъм (на английски: Blenheim Palace) е имение, разположено недалеч от Удсток (Оксфордшър, Англия). Построен през 1707—1722 в стил барок по проект на Джон Ванбру и Николас Хоксмур. Родово имение на херцозите на Марлбъро. Името си получава за ознаменуване на победата на Джон Чърчил, херцог Марлборо над французите в битката при Бленхайм. Тук е роден Уинстън Чърчил.